# Bogia Horska
Bogia Horska, geboren als Božena Hora, (* 24. Oktober 1886 in Prag, Österreich-Ungarn; † 2. Dezember 1974 in East Hartford, Connecticut) war eine böhmisch-österreichische Operettensängerin sowie Schauspielerin bei Bühne und deutschem Stummfilm der 1910er Jahre.

## Leben und Wirken

### Ausbildung und frühe Jahre am Theater
Die gebürtige Božena Hora kam in jungen Jahren nach Wien, um am Theater Karriere zu machen. Nach ihrer künstlerischen (gesanglichen) Ausbildung bei Julie Trebic-Salter führte sie nach ihrer Mitwirkung am Sommertheater in Bad Ischl (1910) ihr erstes Festengagement in der Folgespielzeit 1910/11 an das von Leopold Müller geleitete Johann-Strauß-Theater, wo sie als Soubrette und Operettensängerin eingesetzt wurde. Im Jahr darauf folgte sie einem Ruf an das Stadttheater von Baden bei Wien und wurde nach ihren Auftritten als Alice in Die Dollarprinzessin und als Photini in Das Fürstenkind sogleich mit Elogen bedacht. In einem Bericht über die Neuerwerbung dieser Bühne hieß es: “Tatsächlich bedeutet das Engagement der junonisch schönen Künstlerin einen Treffer für das … Freilichttheater der Badener. Vom Debüt an hatte sie ihre enthusiasmierte Gemeinde und das Auftreten der jungen und trotz aller Erfolge so strebsamen Sängerin bedeutet jedesmal ein volles Haus und Beifallsstürme. Die blühend schöne Stimme … vermöchte aber allein schon die große Popularität der Künstlerin zu rechtfertigen, wozu noch die Grazie und Anmut der Erscheinung ein Uebriges tut.” Nach einer Saison an der Operette des Apollo-Theaters in Wien übersiedelte sie nach Berlin und wurde in der Spielzeit 1913/14 Ensemblemitglied von Montis Operetten-Theater, wo sie unter anderem als Titelheldin in Franz Lehars Die ideale Gattin Erfolg hatte. In der darauffolgenden Saison holte sie Hermann Haller an das von ihm geleiteten Theater am Nollendorfplatz.

### Beim Film, weitere Theaterarbeit und Emigration
Zur selben Zeit trat Bogia Horska erstmals vor die Kamera und wurde mit Hauptrollen sowohl in Dramen und Melodramen wie Das blaue Zimmer und Sein braunes Mädel betraut als auch mit solchen in Lustspielen wie Robert Wienes Frühwerken Er rechts – sie links und Die Konservenbraut. Noch während des Ersten Weltkriegs, als sie an der Wiener Volksoper mit Rollenpartien wie dem Gretchen, der Carmen, der Salome und der Marie (in Die verkaufte Braut) reüssierte, verebbte Horskas Filmtätigkeit, und nach Kriegsende 1918 stand sie nur noch einmal vor der Kamera: In dem im Folgejahr in Österreich (Wien und Baden) entstandenen Kriminalfilm Hypnose mit dem bekannten „Hellseher“ Erik Jan Hanussen in der Hauptrolle stand Bogia Horska mit einer Doppelrolle vor der Kamera. In der österreichischen Hauptstadt fand die Künstlerin eine neue Heimstatt am Raimund-Theater, danach am Wiener Bürgertheater. Infolge ihrer Eheschließung am 25. April 1921 mit dem Industriellen Georg Fischer (1883–1953) zog sich Bogia Horska sukzessive aus der Bühnenwelt zurück und machte nur noch mit Konzertabenden an der Seite von Bela Lasky von sich reden. Mitte der 1930er Jahre emigrierte das Ehepaar in die USA, da Horskas Gatte jüdischen Glaubens war. Sie zogen nach Redding in Connecticut, wo der Ehemann als Textilingenieur und im Import/Export-Gewerbe arbeitete. Nach dem Tod ihres Ehemanns 1953 zog Horska nach New York City, später Danbury und schließlich nach Bethel (Connecticut).
Horska starb als Bogia Fisher 1974 im Alter von 88 Jahren nach langer Krankheit in einem Pflegeheim in East Hartford. Sie wurde in Bethel bestattet.

## Filmografie
- 1914: Das blaue Zimmer
- 1914: Er rechts – sie links
- 1914: Meine Frau und ich
- 1914: Sein braunes Mädel
- 1915: Die Konservenbraut
- 1915: Der Ohm, der Neffe und sie
- 1915: Die schwarze Nelke
- 1916: Wenn zwei Hochzeit machen
- 1919: Hypnose